# Na verchnej Maslovke
Na verchnej Maslovke (На Верхней Масловке) è un film del 2004 diretto da Konstantin Chudjakov.

## Trama
Il film racconta la famosa scultrice Anna, che, nonostante la vecchiaia, si sente benissimo, e lo sfortunato regista di un teatro amatoriale di nome Pёtr, che vive con Anna e la aiuta.